# Gyasi Zardes
Gyasi A. Zardes (ur. 2 września 1991 w Hawthorne) – amerykański piłkarz ghańskiego pochodzenia występujący na pozycji napastnika w reprezentacji Stanów Zjednoczonych. Wychowanek Cal State Bakersfield Roadrunners, w swojej karierze grał także w Ventura County Fusion, Los Angeles Galaxy, Columbus Crew, Colorado Rapids i Austin FC. Znalazł się w kadrze na Copa América 2016.